# جورج واشنطن أندرسن
جورج واشنطن أندرسن (بالإنجليزية: George Washington Anderson)‏ (22 مايو 1832 - 26 فبراير 1902) كان محام وسياسي أمريكي من سانت لويس ميزوري. شغل منصب ممثل ولاية ميزوري في مجلس نواب الولايات المتحدة الأمريكية بين عامي 1865 و1869.